# نزار الحرباوي
نزار الحرباوي، مقدم برامج على قناة تي ار تي عربية، وممثل المجلس العربي للعلاقات العامة في تركيا، والمستشار الإعلامي لشبكة تنمية الشرق الأوسط، ورئيس مجلس إدارة مؤسسة سمارت فيوتشر للعلاقات العامة والإعلام.

## تحصيله العلمي وسيرته المهنية
أكاديمي وإعلامي دولي حائز على شهادة الدكتوراه في الإعلام، وثانية في العلوم السياسية.
عمل مقدم برنامج الألوان السبعة على قناة تي ار تي عربية ، وممثلا للمجلس العربي للعلاقات العامة في تركيا، ومستشارا الإعلامي لشبكة تنمية الشرق الأوسط، ورئيسا لمجلس إدارة مؤسسة سمارت فيوتشر للعلاقات العامة والإعلام.

## روابط خارجية
- مقالات على موقع مدونات الجزيرة